# Kynopolis (Unterägypten)
Kynopolis, auch Kynopolites, war der antike griechische Name einer altägyptischen Stadt. Der griechische Name lautete κυνῶν πολις – Stadt der Hunde. Der Ort lag am Westufer des Nilarms von Damiette, südlich von Abusir (heute Banā). In christlicher Zeit war der Ort Bischofssitz.